# Eduardo Pavlovsky
Eduardo Pavlovsky (Buenos Aires, 10 dicembre 1933 – Buenos Aires, 4 ottobre 2015) è stato uno psichiatra, drammaturgo, attore e regista teatrale argentino.

## Biografia
Eduardo Pavlovsky nacque il 10 dicembre 1933 a Buenos Aires. Nipote di Alejandro Pavlovsky, crebbe in una famiglia benestante e liberale di medici di formazione cattolica ed anticomunista.
Nel 1954 Pavlovsky ricevette un invito a partecipare ad un’esperienza teatrale da parte di sua cugina Ana Migliore, esperienza che intraprese e che lo segnò positivamente. Dopo essersi laureato all’Università di Buenos Aires cominciò la sua carriera da medico, e nello stesso periodo sviluppò un interesse nei confronti di alcune discipline sportive, tra le quali il nuoto, il pugilato e la pallacanestro. Subito dopo aver ottenuto la licenza di medico iniziò a formarsi nella Asociación Psicoanalítica Argentina (APA) nel 1956. Nel 1957 cominciò il suo percorso da attore con il gruppo teatrale indipendente Nuevo Teatro, diretto da Pedro Asquini e Alejandra Boero, e solo un anno dopo cominciò la sua esperienza lavorativa nellʼospedale pediatrico Hospital de Niños. Tra il 1958 ed il 1971 visse insieme alla moglie María Celia Doyhambehere, con la quale ebbe tre figli: Martín, María Carolina e Malenka.
All’alba degli anni sessanta fondò il gruppo teatrale Yenesí insieme a Julio Tahier, con il quale sperimentò nuove tecniche teatrali e fece debuttare opere di Beckett, Pinter e Ionesco; con lo stesso gruppo inaugurò anche la sua prima opera teatrale Somos, nel 1962. Nel 10 dicembre dello stesso anno venne inaugurata anche La espera trágica nella sede del Teatro Nuevo. Un acto rápido debuttò tre anni più tardi, l’11 novembre 1965, nella sede del Teatro 35. Nel 1963 Pavlovsky fondò la Asociación Argentina de Psicodrama insieme a Rojas-Bermúdez e Glasserrnan, un anno dopo aver viaggiato a New York per conoscere Jacob Levi Moreno.
Dopo una militanza politica filosocialista sempre più accentuata sul finire degli anni sessanta, gli anni settanta videro l’ingresso di Eduardo Pavlovsky nel mondo della politica. Infatti, si candidò come deputato del Partido Socialista de los Trabajadores (PST) nel 1973. L’esperienza politica di Pavlovsky tuttavia non si limitò al decennio degli anni settanta; nel decennio successivo si candidò nuovamente come deputato per il Movimiento al Socialismo (MAS), nel 1983. Sempre agli inizi degli anni settanta realizzò un viaggio a Mosca per assistere ad un incontro con degli psichiatri marxisti. Dopo aver posto fine al matrimonio con María Celia Doyhambehere cominciò una nuova relazione con Mirta Pizarro nel 1971. Tuttavia neanche questa relazione fu destinata a durare per sempre; infatti, nel 1973 si unì in matrimonio con Susana Torres Molina. Nello stesso anno debuttò El señor Galíndez a Buenos Aires.
Il 18 marzo 1978 Eduardo Pavlovsky riuscì ad evitare un tentativo di sequestro da parte delle forze paramilitari argentine; da questo evento susseguì un esilio che durò fino al 1983, dapprima in Uruguay, successivamente in Brasile e infine in Spagna. Una volta ritornato in Argentina vennero inaugurate Potestad e Pablo, nel 1985 e nel 1987.
Negli anni novanta si dedicò all’inaugurazione di nuove versioni teatrali di El señor Galíndez e Potestad, senza però rinunciare alla scrittura di nuove opere teatrali, tra le quali El bocón e Rojos globos rojos. Nel 1997 si occupò del debutto di Poroto e diede vita ad una novella, Sentido contrario.
Il nuovo millennio rappresenta un periodo nel quale l’impegno letterario di Pavlovsky viene a scemare, data l’età avanzata dell’autore. Tuttavia inaugurò La muerte de Margueritte Durás nel 2000, Solo Brumas nel 2009 e la sua ultima pièce teatrale Asuntos pendientes nel 2013. Negli anni 2000 si dedicò in egual modo alla pubblicazione di saggi, tra i quali El undécimo mandamiento mujer no decidirás. Educación sexual, anticoncepción aborto legal o ilegal? e Notas sobre teatro, política y subjetividad, nel 2004. Due anni dopo, pubblicò Resistir cholo: cultura y política en el capitalismo, con prólogo de Jorge Dubatti, nel 2006. Eduardo Pavlovsky morì il 4 ottobre 2015 a Buenos Aires, all’età di 81 anni.  Molte delle sue opere continuano ad essere tutt’oggi protagoniste in vari festival internazionali, in particolare Potestad, che è stata protagonista in più di 40 festival internazionali.

## Premi e riconoscimenti

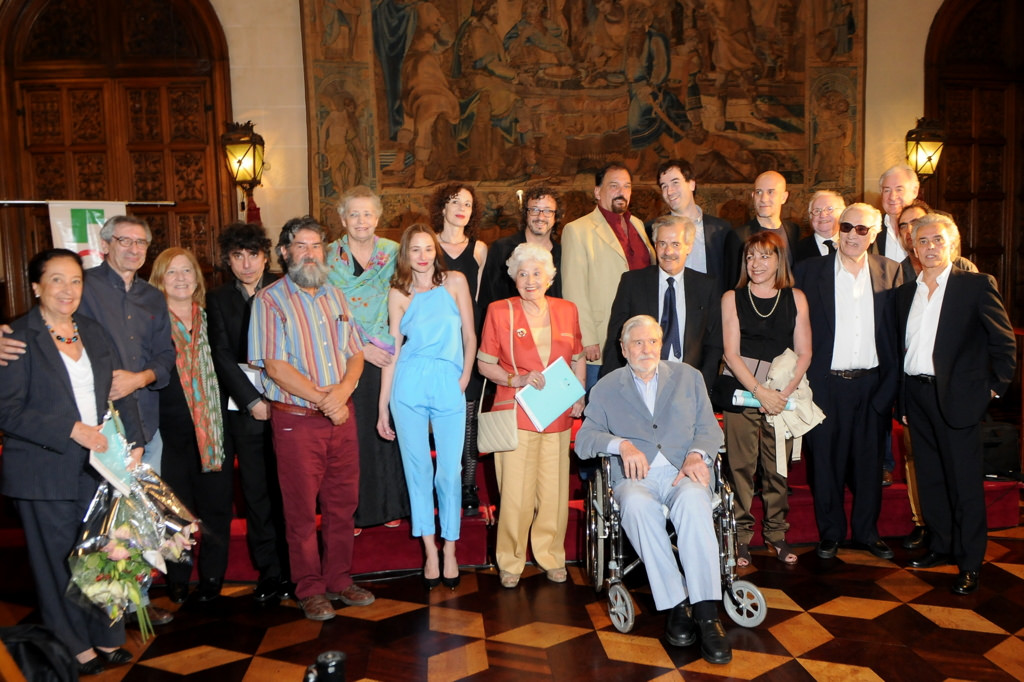
Pavlosky riceve nel 2014, a Buenos Aires, il Gran Premio alla Carriera Artistica del Fondo Nacional de las Artes

- 1967: Premio del Teatro, per Último match.
- 1989: Premio Molière, consegnato da La Casa Latinoamericana de París, por Potestad.
- 1994: Premio Prensario Mejor Espectáculo, per Rojos globos rojos.
- 1995: Premio Argentores per Rojos globos rojos.
- 1995: ACE a Mejor Espectáculo Off/Independiente y a Mejor Actor Off/Independiente por Rojos globos rojos.
- 2001: Premio Argentores.
- Premio Festival de Teatro de la Américas (Montreal).
- Premio Rivista Time out (Londra).
- 2001: Premio Trinidad Guevara per La muerte de Marguerite Duras.
- 2001: Premio Konex di Platino (2001).
- Premio Konex - Diploma al merito (1994, 2001 e 2004).

## Opere

### Teatro
- Somos, 1962.
- La espera trágica, 1962.
- Un acto rápido, 1965.
- El robot, 1966.
- Teatro de vanguardia, 1966.
- Último match, 1967.
- La cacería, 1967.[1]
- Algunos conceptos…, 1967.[1]
- La mueca, 1970.
- El señor Galíndez, 1973.
- Telarañas, 1976.
- Camaralenta (Historia de una cara), 1981.
- El señor Laforgue, 1983.
- Potestad, 1985.
- Pablo, 1987.
- Voces, 1990.
- Paso de dos, 1990.
- El cardenal, 1991.
- Teatro del ´60, 1992.
- Rojos globos rojos, 1994.
- El bocón, 1995.
- Poroto, 1997.
- La muerte de Margueritte Durás, 2000.
- Solo Brumas, 2009.
- Asuntos pendientes, 2013.

### Narrativa
- Sentido contrario, 1997

### Saggi
- Psicoterapia de grupo de niños y adolescentes. Eduardo Pavlovsky, Centro Editor de América Latina, Buenos Aires, 1968.
- Psicodrama psicoanalítico en grupos. Eduardo Pavlovsky, Carlos Martínez y Fidel Moccio, Editorial Kargieman, Buenos Aires, 1970.
- Psicodrama. Cuándo y por qué dramatizar. Eduardo Pavlovsky, Carlos Martínez y Fidel Moccio, Editorial Proteo, Buenos Aires 1971.
- Cuestionamos I. Eduardo Pavlovsky, Ediciones Granica, Buenos Aires, 1971.
- Cuestionamos II. Eduardo Pavlovsky, Ediciones Granica, Buenos Aires, 1973.
- Clínica grupal I. Eduardo Pavlovsky, Ediciones Búsqueda, Buenos Aires, 1975.
- Reflexiones sobre el proceso creador / El señor Galíndez. Eduardo Pavlovsky, Editorial Proteo, Buenos Aires, 1976.
- Adolescencia y mito. Eduardo Pavlovsky, Ediciones Búsqueda, Buenos Aires, 1977.
- Las escenas temidas del coordinador de grupo. Eduardo Pavlovsky, Luis Frydlewsky y Hernán Kesselman, Editorial Fundamentos, Madrid (España), 1979.
- Clínica grupal II. Eduardo Pavlovsky y Hernán Kesselman, Editorial Búsqueda, Buenos Aires, 1980.
- Espacios y creatividad. Eduardo Pavlovsky y Hernán Kesselman, Editorial Búsqueda, Buenos Aires, 1980.
- Proceso creador. Terapia y existencia. Eduardo Pavlovsky, Editorial Búsqueda, Buenos Aires, 1984.
- Multiplicación dramática. Eduardo Pavlovsky y Hernán Kesselman, Editorial Búsqueda, Buenos Aires, 1989.
- Escenas multiplicidad (Estética y micropolítica). Eduardo Pavlovsky, Hernán Kesselman y Juan Carlos De Brasi, Ediciones Búsqueda de Ayllú, Entre Ríos, 1996.
- Micropolítica de la Resistencia. Artículos. Eduardo Pavlovsky, EUDEBA, Buenos Aires, 1999.
- El undécimo mandamiento mujer no decidirás. Educación sexual, anticoncepción aborto legal o ilegal? Eduardo Pavlovsky, Autodeterminación y libertad, Buenos Aires, 2004.
- La voz del cuerpo. Notas sobre teatro, política y subjetividad. Eduardo Pavlovsky, Astralib Cooperativa Editora, Buenos Aires, 2004.
- Resistir cholo: cultura y política en el capitalismo, con prólogo de Jorge Dubatti. Editorial Topía, Buenos Aires, 2006.

### Filmografia
- Los herederos, 1970.
- El Santo de la espada, 1970.
- Heroína, 1972.
- Los chicos de la guerra, 1984.
- Cuarteles de invierno, 1984.
- El exilio de Gardel (Tangos), 1985.
- Miss Mary, 1986.
- Cuatro caras para Victoria, 1992.
- El impostor, 1997, di Alejandro Maci.
- La nube, 1998.
- Contraluz, 2001.
- Pernicioso vegetal, 2002, di Mariano Mucci.
- Potestad, 2002, di Luis César D'Angiolillo.
- Las mujeres llegan tarde, 2012, di Marcela Balza.